# Cimiez

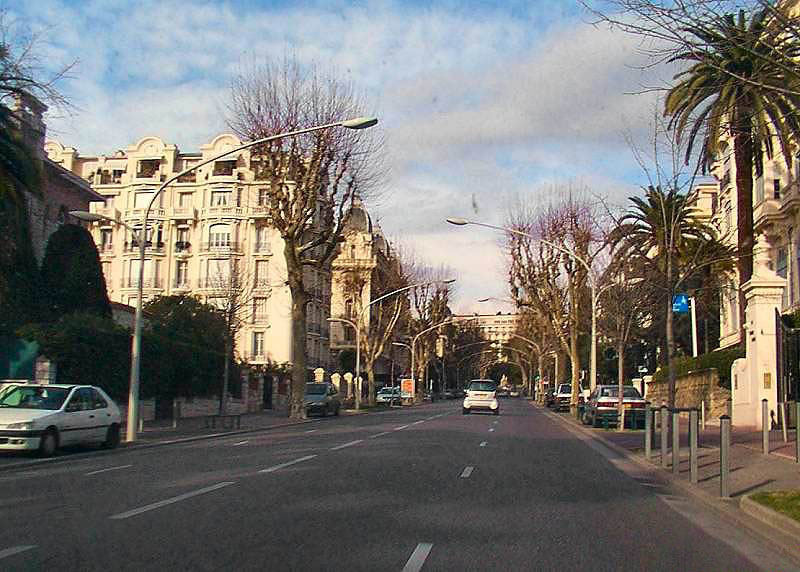
Vista de um boulevard do bairro.

Cimiez é um bairro de classe alta localizado no noroeste da cidade francesa de Nice, que se assenta sobre a colina que leva o seu nome.
Era conhecida como Cemenelo (em latim: Cemenelum) durante o período romano.